# Bandidus longigona
Bandidus longigona is een insect uit de familie van de mierenleeuwen (Myrmeleontidae), die tot de orde netvleugeligen (Neuroptera) behoort. 
Bandidus longigona is voor het eerst wetenschappelijk beschreven door New in 1985.